# Jakob Gyllenborg
Jakob Gyllenborg, oprindelig Wollimhaus (født 7. marts 1648 i Uppsala, død 11. marts 1701 i Stockholm) var en svensk greve og statsmand. Han var far til Olof, Carl, Johan og Fredrik Gyllenborg.
Gyllenborg blev 1676 assessor i kammerrevisionen. Han erhvervede sig kongens yndest som en af de virksomste ledere af reduktionen og ivrigste tilhængere af enevælden. På rigsdagen 1680 indtrådte Gyllenborg i det hemmelige udvalg samt i det af Ridderskabet og Adelen udgåede udvalg, som skulde foretage undersøgelser med hensyn til de misbrug, som havde indsneget sig i banken. Samme år blev han på adelens forslag medlem af reduktionskommissionen og 1681 af likvidationskommissionen, for hvilke hverv han dog marts 1682 fritogs. Han var nemlig 1681 med udstrakt fuldmagt blevet beskikket til aktor i "Stora Kommissionen", i hvilken han snart blev sjælen. Hvad angik kronens reduktionskrav, hyldede og forsvarede Gyllenborg ret hårde og vidtgående fordringer. Som aktor trådte han straks op med ualmindelig kraft og bestemthed og fandt støtte hos kongen. Under rigsdagen 1686 begyndte Gyllenborg oftere at optræde offentlig og var umiskendelig den ledende i det hemmelige udvalg. Hans indlæg gav de bedste oplysninger i de indviklede reduktionsspørgsmål, der forekom på denne rigsdag, og som han stemte de fleste. Efter at reduktionskommissionen og reduktionskollegiet 1687 var blevne opløste, dannedes til reduktionsværkets afslutning en ny myndighed, bestående af kun 5 medlemmer under navn af "Konglig Majestäts deputerade", hvis ledelse overdrogs Gyllenborg under navn af direktør, og i denne egenskab fuldførte han reduktionen. 1689 blev Gyllenborg amtmand i Stockholms Amt og Uppsala, var landmarskal på rigsdagen 1693 og udnævntes 1695 til kongelig råd. 1680 ophøjedes han i adels-, 1689 i friherre- og 1695 i grevestanden. Han var en udmærket embedsmand, grundig, kundskabsrig og utrættelig arbejdsom.